# Nauen
Pour les articles homonymes, voir Heinrich Nauen, Paul Nauen et Nauen (homonymie).
Nauen est une ville allemande, située dans l'arrondissement du Pays de la Havel du Land de Brandebourg. La commune est l'une des plus étendues de l'Allemagne avec quelque 26 678 hectares. La cité de Nauen est membre de l'association « villes avec un centre historique du Land de Brandebourg ».

## Géographie
Nauen est située dans le pays de la Havel, région historique de l'ouest du Brandebourg. Le centre-ville se trouve à 27 kilomètres au nord-ouest de Potsdam, la capitale du Land, et à 41 kilomètres à l'ouest de Berlin.

### Quartiers
En plus du centre-ville, le territoire communal comprend 14 localités :
| - Berge - Bergerdamm - Börnicke - Groß Behnitz - Kienberg | - Klein Behnitz - Lietzow - Markee - Neukammer - Ribbeck | - Schwanebeck - Tietzow - Wachow - Waldsiedlung |

### Trandports
La gare de Nauen se trouve sur la ligne de Berlin à Hambourg et est desservie par des trains Regional-Express et Regionalbahn.
Nauen borde la Bundesstraße 5 reliant Berlin et Hambourg, près de la jonction avec l'autoroute 10 (Berliner Ring), et la Bundesstraße 273 menant vers l'autoroute 24.

## Histoire

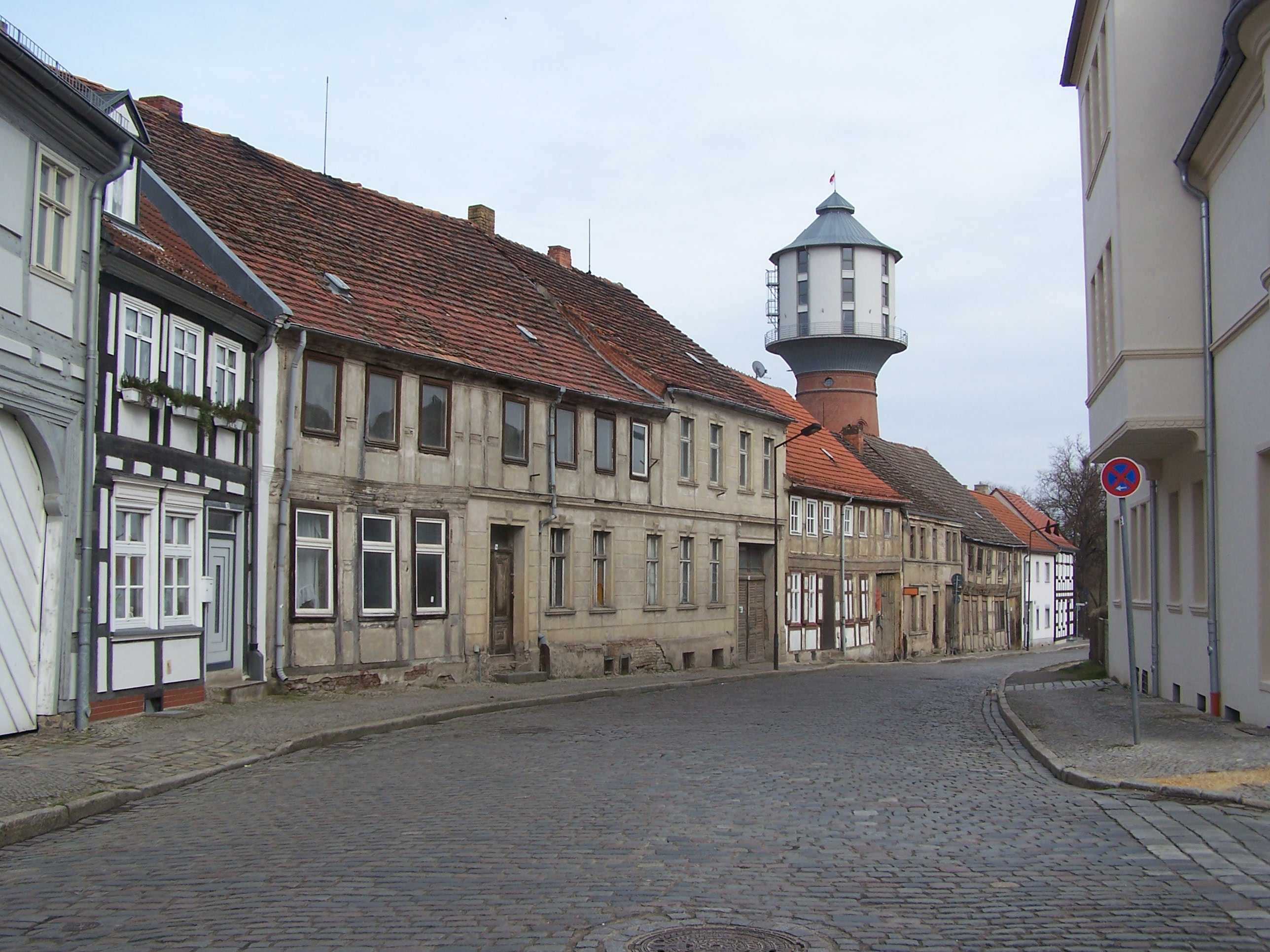
Rue typique du centre-ville historique.

| Appartenances historiques Marche de Brandebourg 1186-1806 Royaume de Prusse (Province de Brandebourg) 1806–1918 République de Weimar 1918–1933 Reich allemand 1933–1945 Allemagne occupée 1945–1949 République démocratique allemande 1949–1990 Allemagne 1990–présent |

## Jumelages
La ville de Nauen est jumelée avec :
- Berlin-Spandau (Allemagne) depuis 1988
- Kreuztal (Allemagne) depuis 1991

## Personnalités liées à la ville
- Heinrich Friedrich von Itzenplitz (1799-1883), homme politique, biologiste et juriste, né à Groß Behnitz ;
- Ernst Kienast (1882-1945), directeur du Reichstag ;
- Jürgen Drews (né en 1945), chanteur de Schlager ;
- Klaus-Dieter Kurrat (né en 1955), athlète ;
- Udo Folgart (né en 1956), agriculteur et homme politique.